# Эрреро-и-Эспиноса-де-Лос-Монтерос, Себастьян
Себастьян Эрреро-и-Эспиноса-де-Лос-Монтерос (исп. Sebastián Herrero y Espinosa de los Monteros; 20 января 1822, Херес-де-ла-Фронтера, Испания — 9 декабря 1903, Валенсия, Испания) — испанский кардинал, ораторианец. Епископ Куэнки с 17 сентября 1875 по 18 декабря 1876. Епископ Виттории с 18 декабря 1876 по июнь 1880. Епископ Овьедо с 27 марта 1882 по 15 марта 1883. Епископ Кордовы с 15 марта 1882 по 24 марта 1898. Архиепископ Валенсии с 24 марта 1898 по 9 декабря 1903. Кардинал-священник с 22 июня 1903, с титулом церкви Сант-Алессио с 27 августа 1903.